# A PSA Airlines 5342-es járatának katasztrófája
A PSA Airlines 5342-es járata (az American Airlines által működtetve American Eagle néven) 2025. január 29-én este összeütközött egy Sikorsky UH–60 Black Hawk katonai helikopterrel a Potomac folyó felett a Ronald Reagan Washingtoni nemzeti repülőtér közelében. A balesetben a két jármű fedélzeten utazó összes személy életét vesztette. A Bombardier CRJ701ER repülőgép a kansasi Wichita Dwight D. Eisenhower nemzeti repülőtérről indult, és Washingtonban szállt volna le.
Az esemény az első alkalom volt 2001 novembere óta, hogy az American Airlines egyik gépe több halálos áldozattal járó balestet szenvedett, és 2009. február 12. óta (Colgan Air 3407-es járata) az első az Egyesült Államokban. Az első baleset a Potomac folyóban 1982. január 13. óta, mikor az Air Florida 90-es járata a folyó jegébe csapódott.

## A járművek

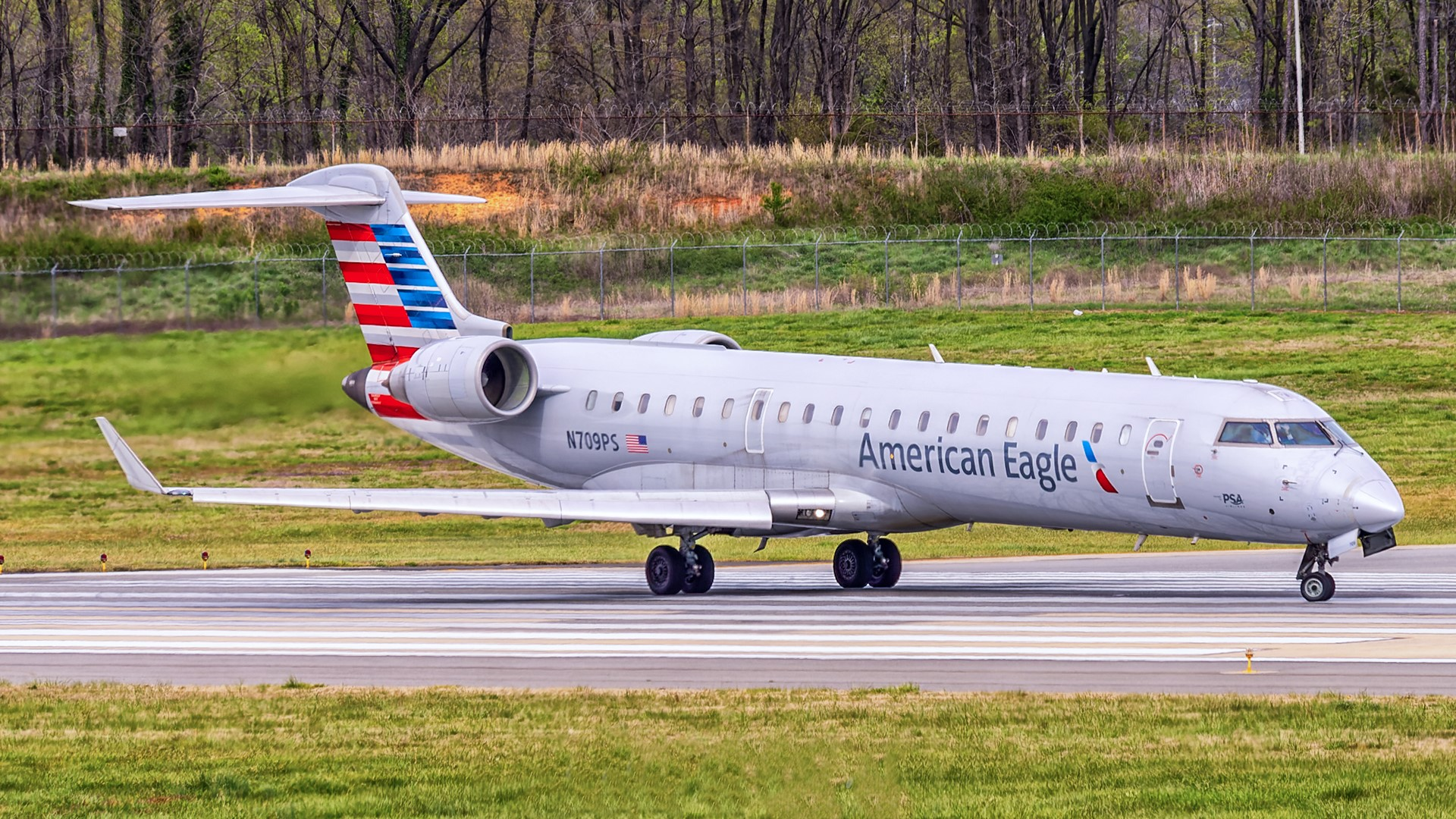
A balesetben érintett N709PS lajstromjelű, Bombardier CRJ701ER típusú repülőgép 2022-ben

A PSA Airlines 5342-es járatát egy 20 éves Bombardier CRJ701ER repülőgéppel működtették. Ezt a típust gyakran használják rövid- és középtávú utakra az Egyesült Államokban. A repülőgépet 2004 szeptemberében gyártották, a következő hónaptól a MidAtlantic Airways vette használatba; lajstromjele akkor még N165MD volt. A gép 2005 januárjában került a PSA Airlineshoz (amely akkor még a US Airways része volt), és lajstromjelét áprilisban N709PS-re változtatták. 2013 decemberében a US Airways beolvadt az American Airlines cégcsoportba, és az N709PS-t onnantól a légitársaság American Eagle néven futó regionális járatainak működtetésére használták.
A repülőgép korábban már része volt egy repülőeseménynek. 2017. február 15-én a gép a Charlotte-i repülőtéren felszállás közben elütött egy őzet, és az ütközéstől a jobb szárnya megsérült. A repülő visszatért a repülőtérre, rendben leszállt, az utasokat evakuálták, személyi sérülés nem történt. Miután a sérült szárnyat kijavították, a gép visszatért a szolgálatba.
A baleset napján a repülőgép a dél-karolinai Greenville-Spartanburg repülőtérről a Ronald Reagan Washingtoni nemzeti repülőtérre repült. Innen az ohiói Clevelandbe folytatta útját, majd Kansasba, a Wichitai Dwight D. Eisenhower nemzeti repülőtérre repült. Innen indult végzetes útjára, vissza Washingtonba. A baleset idején használt hívójele BLUE STREAK 5342 volt.
A repülőgép kapitánya a 34 éves Jonathan Campos, első tisztje a 29 éves Samuel Lilley volt. A fedélzeten két utaskísérő és 60 utas tartózkodott.

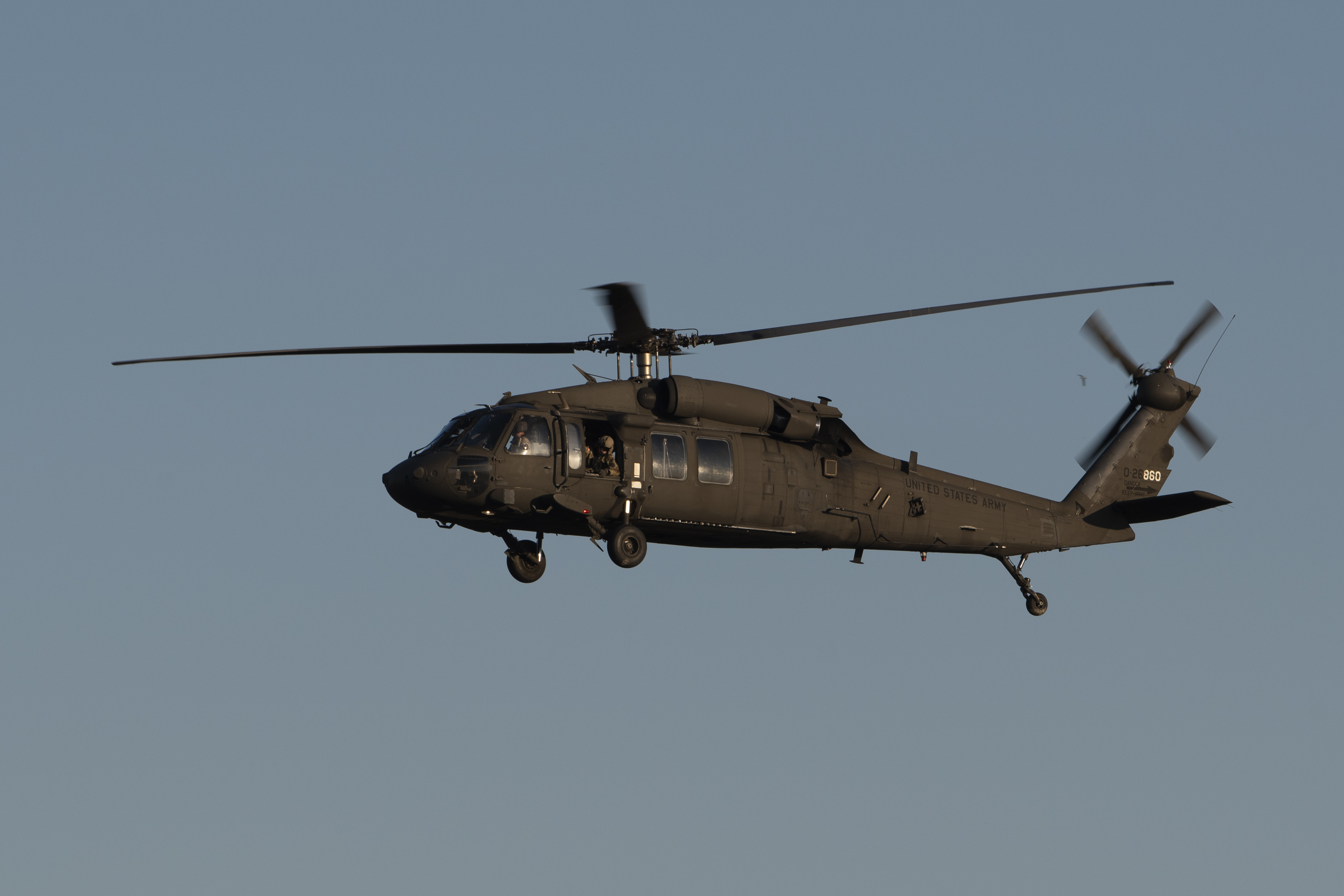
A baleset másik résztvevője, az amerikai hadsereg 00-26860 lajstromjelű, Sikorsky UH–60 Black Hawk helikoptere 2018-ban

A helikopter az Egyesült Államok hadseregéhez tartozó Sikorsky UH–60 Black Hawk volt, 00-26860 lajstromjellel. Gold Top konfigurációval rendelkezett, amelyet általában fontos személyek (magas rangú katonatisztek és politikusok) utaztatására használtak. Hívójele a baleset idején PAT25 volt; a betűjel a Priority Air Transport (magas prioritású légiszállítás) szavak rövidítésére utal. Ennek ellenére a baleset idején nem volt a fedélzeten magas rangú tisztviselő, a repülés célja a pilóta évi rendszeres ellenőrzése volt.
A helikopter háromtagú személyzete a 29 éves Rebecca Lobach századosból, a 28 éves Ryan Austin O'Hara törzsőrmesterből és a 39 éves Andrew Lloyd Eaves törzszászlósból állt. Mindhárman a virginiai Fort Belvoir támaszponton szolgáltak, a fővárostól mintegy harminc kilométerre délre.

## A baleset
20:47-kor kevesebb, mint 30 másodperccel az ütközés előtt a légiforgalmi irányítás megkérdezte a helikopter személyzetét, hogy látják-e a CRJ repülőgépet. A személyzet ezt megerősítette, és engedélyt kértek, hogy külső segítség nélkül maradhassanak távol a repülőtől. Ezt megkapták. Pillanatokkal később az irányítás arra kérte a helikoptert, hogy a repülő mögött haladjanak el. A két jármű nagyjából 100 méteres (300 láb) magasságban ütközött össze, a repülő 206 km/h-s sebességgel haladt. Az ütközés következtében a helikopter felrobbant, és a folyóba csapódott. A CRJ-700 transzpondere 730 méterre a 33-as futópályától adott le utoljára jelet.
A balesetről felvételt készítettek a Kennedy Center kamerái. Szemtanúk szerint a repülőgép félbetört a becsapódás pillanatában, a helikopter a repülő roncsától nem messze ért földet fejjel lefele. Egy harmadik repülőgép pilótája a repülőtér megközelítése során erősítette meg a balesetet a légiforgalmi irányításnak.

## Áldozatok

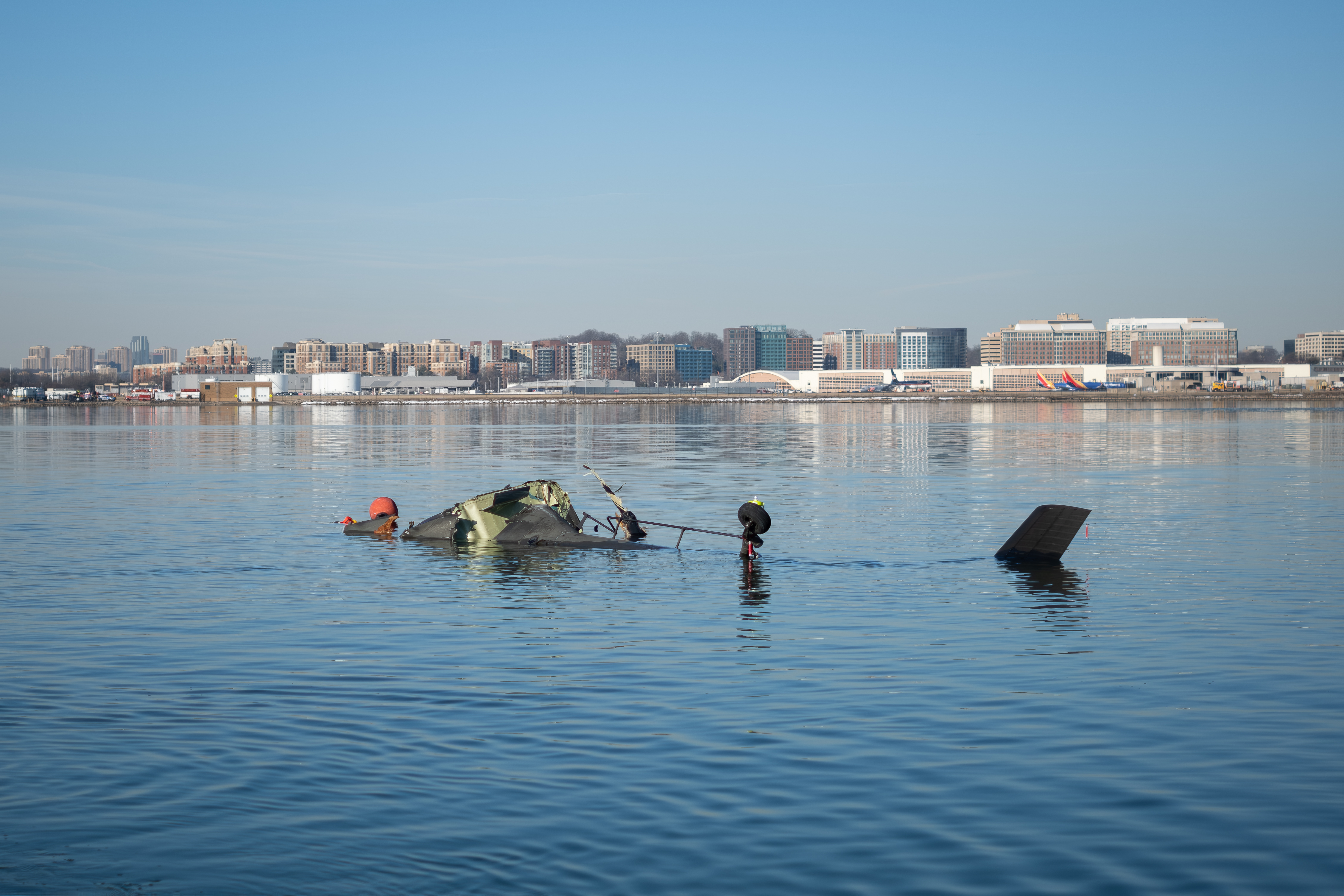
A helikopter roncsai a Potomac folyóban

A mentés szinte azonnal megkezdődött, de már az éjszakai órákban világossá vált, hogy a balesetet senki sem élte túl. A washingtoni polgármester reggel fél nyolckor tartott sajtótájékoztatóján John Donnelly, a főváros tűzoltóságának igazgatója bejelentette, hogy a mentők célja most már csak a holttestek kiemelése a roncsok közül.
A balesetnek összesen 67 áldozata volt. Köztük hárman a helikopter, négyen a repülőgép személyzetét alkották, a fennmaradó 60 személy pedig utas volt a repülőgépen.
A 2025-ös amerikai műkorcsolya-bajnokság több résztvevője is meghalt a balesetben, akik közé tartozott a Bostoni Korcsolyaklub hat tagja, köztük a Jevgenyija Siskova–Vagyim Naumov világbajnok páros is. Összesen tizennégy utasnak volt kapcsolata a sporttal.